# Халатов Віктор Михайлович
Віктор Михайлович Халатов (справжнє прізвище Поросьонков; рос. Виктор Михайлович Поросёнков; 25 лютого 1901, Порхов, Псковська губернія, Російська імперія — 13 лютого 1969, Київ, УРСР, СРСР) — радянський актор театру та кіно. Народний артист Чечено-Інгуської АРСР (1944). Народний артист Української РСР (1947).

## Біографія

Могила Віктора Халатова

Народився 25 лютого 1901 році у місті Порхові в акторській родині.
З 1917 року працював у театрах Саратова, Миколаєва, Костроми, Мінська, Архангельська, Свердловська, Ульяновська.
З 1929 року працював у театрах Дніпропетровська (Дніпропетровський російський театр, 1929—1932), Одеси (Одеський російський драматичний театр, 1930—1935), Сімферополя (Кримський державний драматичний театр ім. М. Горького), в 1936—1969 роках — у Київському російському драматичному театрі ім. Лесі Українки.
Помер 13 лютого 1969 року в Києві. Похований на Байковому кладовищі.

## Фільмографія
- «Щорс» (1939, немає в титрах)
- «Нескорені» (1945, німецький комендант)
- «Подвиг розвідника» (1947, Фрідріх Поммер)
- «Блакитні дороги» (1947)
- «Третій удар» (1948, епізод)
- «Пригоди з піджаком Тарапуньки» (1955, Пупиркін)
- «Одного чудового дня» (1955, Воропай)
- «Щасливчик» (1956, т/ф)
- «Багаття безсмертя» (1956, Перкальо)
- «Головний проспект» (1956, епізод)
- «Мораль пані Дульської» (1957, Дульський)
- «Далеке і близьке» (1957, епізод)
- «Круті сходи» (1957)
- «Штепсель одружує Тарапуньку» (1957, Брилліантов)
- «Прапори на баштах» (1957, Блюм)
- «Киянка». фільм 3 «Спадкоємці» (1960, старий рибалка)
- «Артист із Коханівки» (1961, епізод)
- «Роки дівочі» (1961, епізод)
- «Зелена гілка травня» (1961)
- «Королева бензоколонки» (1962, продавець)
- «Люди не все знають» (1963, староста)
- «Зірка балету» (1964, черговий аеропорту)
- «Немає невідомих солдатів» (1965, Ісаак Маркович, аптекар)
- «Місяць травень» (1965, працівник РАГСу)
- «Тиха Одеса» (1967, епізод)
- «Золотий годинник» (1968, Рудольф Карлович) та ін.

Озвучування:
- «Казка про місячне світло» (1968, мультфільм; читає текст)